# Stade Bollaert-Delelis
Het Stade Bollaert-Delelis is een voetbalstadion, gesitueerd in het Franse Lens. Het stadion is gebouwd in 1932 en is de thuishaven van voetbalploeg RC Lens. Het stadion telt 38.223 plaatsen. De naam Bollaert is afkomstig van een commercieel directeur van een plaatselijk mijnbouwbedrijf die vlak voor de opening van het stadion overleed. De naam Delelis werd in 2013 als eerbetoon toegevoegd na het overlijden van André Delelis, jarenlang burgemeester van de stad Lens. Hij haalde RC Lens ook uit het slop toen de ploeg failliet ging. Vroeger heette het stadion Stade Félix Bollaert. Het stadion werd, na de toewijzing van Lens als speelstad voor het EK 2016, verbouwd. RC Lens week tijdens het seizoen 2014-2015 hiervoor tijdelijk uit naar het Stade de la Licorne in Amiens.

## Geschiedenis
Het stadion is gastheer geweest van internationale wedstrijden in de volgende toernooien:
- 1982: Europacup
- 1984: Europees kampioenschap voetbal 1984
- 1998: Wereldkampioenschap voetbal 1998
- 1999: Wereldkampioenschap rugby 1999
- 2007: Wereldkampioenschap rugby 2007
- 2016: Europees kampioenschap voetbal 2016

### WK- en EK-duels
| №  | Datum        | Wedstrijd                  | Uitslag | Competitie             | Toeschouwers |
| -- | ------------ | -------------------------- | ------- | ---------------------- | ------------ |
| 1  | 13 juni 1984 | België – Joegoslavië       | 2 – 0   | EK 1984 Groepsfase (A) | 41.774       |
| 2  | 17 juni 1984 | West-Duitsland – Roemenië  | 2 – 1   | EK 1984 Groepsfase (B) | 31.787       |
| 3  | 12 juni 1998 | Saoedi-Arabië – Denemarken | 0 – 1   | WK 1998 Groepsfase (C) | 38.140       |
| 4  | 14 juni 1998 | Jamaica – Kroatië          | 1 – 3   | WK 1998 Groepsfase (H) | 38.058       |
| 5  | 21 juni 1998 | Duitsland – Joegoslavië    | 2 – 2   | WK 1998 Groepsfase (F) | 38.100       |
| 6  | 24 juni 1998 | Spanje – Bulgarije         | 6 – 1   | WK 1998 Groepsfase (D) | 38.100       |
| 7  | 26 juni 1998 | Colombia – Engeland        | 0 – 2   | WK 1998 Groepsfase (G) | 38.100       |
| 8  | 28 juni 1998 | Frankrijk – Paraguay       | 1 – 0   | WK 1998 Achtste finale | 38.100       |
| 9  | 11 juni 2016 | Albanië – Zwitserland      | 0 – 1   | EK 2016 Groepsfase (A) | 33.805       |
| 10 | 16 juni 2016 | Engeland – Wales           | 2 – 1   | EK 2016 Groepsfase (B) | 34.033       |
| 11 | 21 juni 2016 | Tsjechië – Turkije         | 0 – 2   | EK 2016 Groepsfase (D) | 32.836       |
| 12 | 25 juni 2016 | Kroatië – Portugal         | 0 – 1   | EK 2016 Achtste finale | 33.523       |

### Overige interlands
| № | Datum            | Wedstrijd               | Uitslag | Competitie           | Toeschouwers |
| - | ---------------- | ----------------------- | ------- | -------------------- | ------------ |
| 1 | 24 april 1976    | Frankrijk – Polen       | 2 – 0   | Vriendschappelijk    | 14.490       |
| 2 | 5 juni 1992      | Frankrijk – Nederland   | 1 – 1   | Vriendschappelijk    | 40.000       |
| 3 | 11 oktober 1997  | Frankrijk – Zuid-Afrika | 2 – 1   | Vriendschappelijk    | 29.677       |
| 4 | 29 maart 2003    | Frankrijk – Malta       | 6 – 0   | EK 2004 kwalificatie | 40.775       |
| 5 | 3 september 2005 | Frankrijk – Faeröer     | 3 – 0   | WK 2006 kwalificatie | 40.126       |
| 6 | 31 mei 2006      | Frankrijk – Denemarken  | 2 – 0   | Vriendschappelijk    | 39.000       |
| 7 | 26 mei 2010      | Frankrijk – Costa Rica  | 2 – 1   | Vriendschappelijk    | 37.539       |
| 8 | 15 november 2016 | Frankrijk – Ivoorkust   | 0 – 0   | Vriendschappelijk    | 35.000       |

## Architectuur
Het Stade Bollaert-Delelis is gebouwd in de Engelse stijl, met vier losse tribunes, genoemd naar de volgende clubiconen:
- Henri Trannin, geboren in Bully-les-Mines, was 18 jaar lang doelman van Lens, en werd later voorzitter. Hij overleed in juli 1974; de tribune werd op 4 december 1976 naar hem vernoemd.
- Tony Marek, echte naam Anton Marek, geboren in Wenen was speler en trainer. Hij was Frans international uit de jaren '50.
- Louis Xercès, geboren in Martinique was speler en Frans international uit de jaren '50.
- Élie Delacourt, voorzitter van de supportersclub. De tribune werd in 1984 naar hem vernoemd juist voor Euro '84.
- Max Lepagnot,  president van het departement Artesië.

De tribune Marek-Xercès staat tegenover over tribune Lepagnot. De harde kern bevindt zich in de Tony Marek-tribune die gelegen is op de onderste ring. Het stadion kent alleen zitplaatsen, maar de harde kern op de Tony Marek-tribune blijft staan tijdens de wedstrijden.